# Tromba pocket

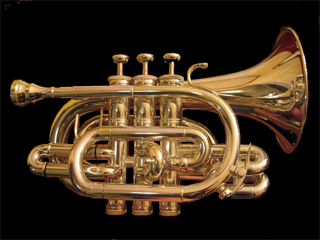

La tromba pocket, meno comunemente, tromba tascabile o cornetta graziosa, è uno strumento musicale aerofono appartenente alla famiglia degli ottoni.
Va suonata come la più comune tromba, della quale ha in comune la tecnica di esecuzione ed estensione. Non usata in complessi orchestrali, anche a causa di un'intonazione non perfettamente ottimale, può trovare applicazione come strumento da studio, da viaggio, o in piccoli gruppi.

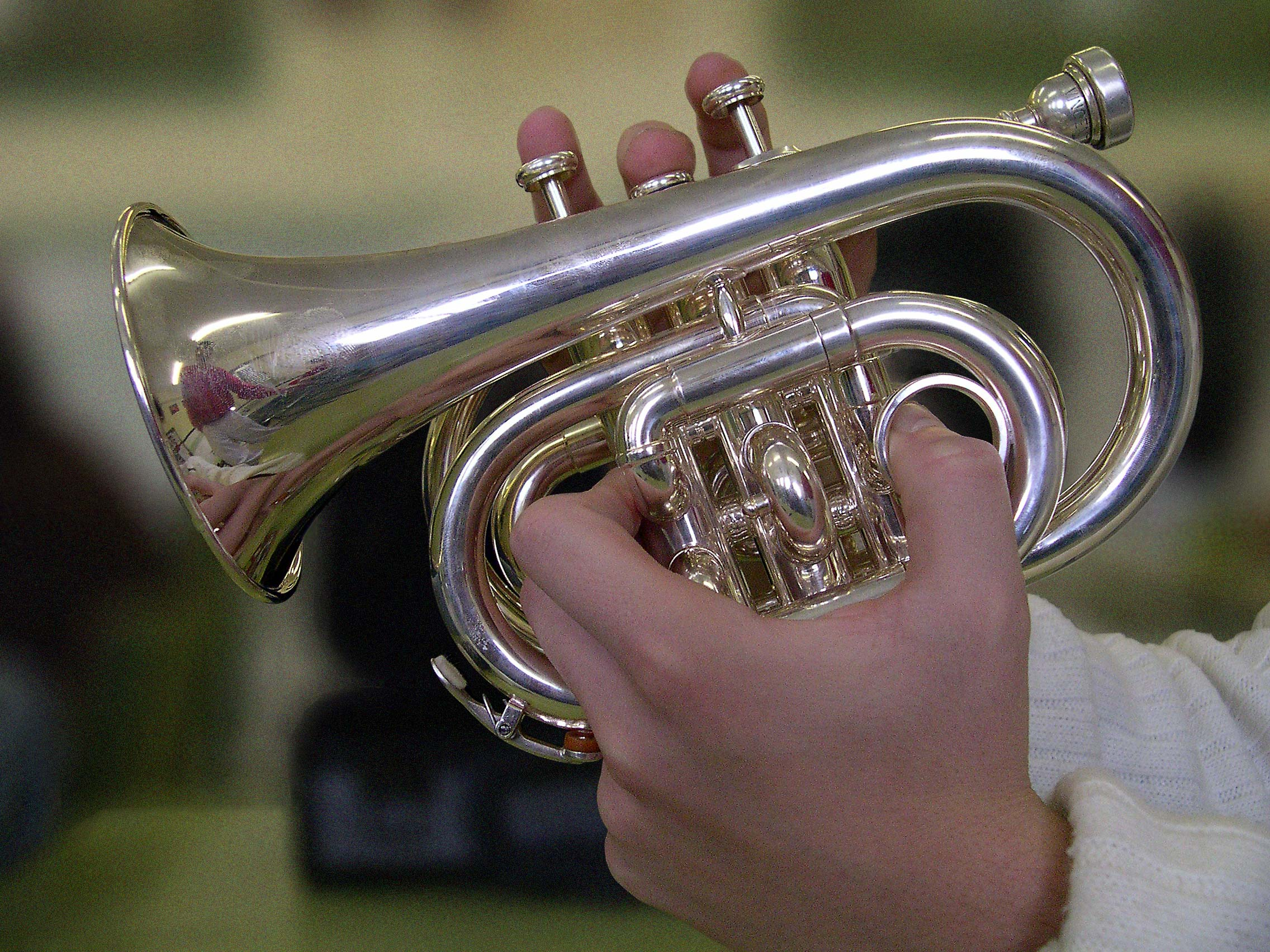
Tromba tascabile in mano